# Gröba-Siedlung
Die Gröba-Siedlung ist eine „Beamten-Wohnhausgruppe“ des Elektrizitätsverbandes Gröba aus den 1920er Jahren, entworfen von dem Architekten Alfred Tischer. Sie liegt im Radebeuler Stadtteil Niederlößnitz. Ebenso wie die beiden nahegelegenen Siedlungshäuser am Rosa-Luxemburg-Platz wurde die Gröba-Siedlung vom Elektrizitätsverband Gröba für seine Mitarbeiter errichtet.

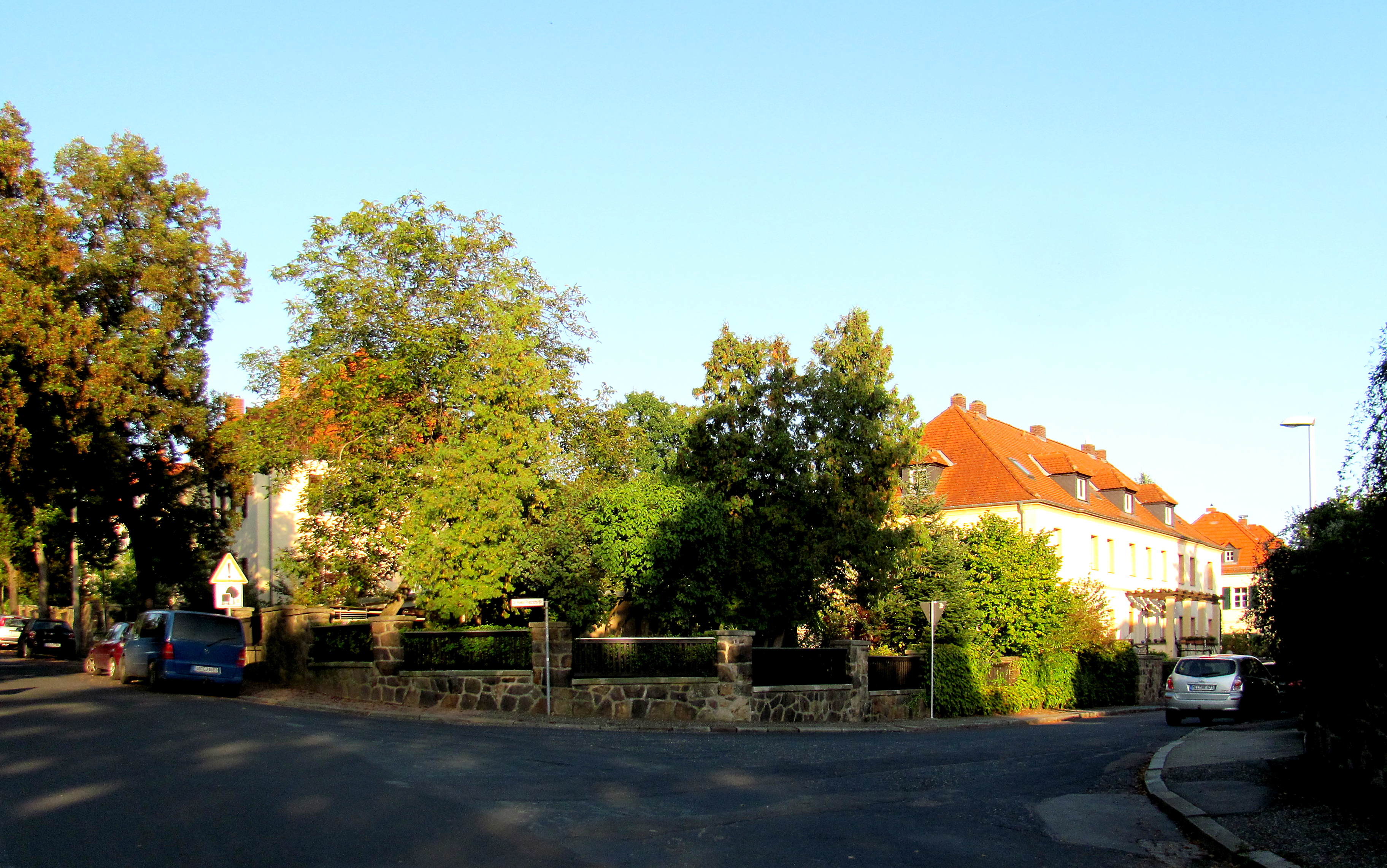
Gröba-Siedlung von Südwesten: Dr.-Rudolf-Friedrichs-Straße / Stosch-Sarrasani-Straße

## Geschichte

### Kirchenbauplatz
Als 1884/85 die Niederlößnitzer Villenbewohner für den Umbau der zwar weit entfernt liegenden, jedoch für sie zuständigen Kirche zu Kötzschenbroda herangezogen wurden, kamen Gedanken auf, sich vor Ort eine eigene Kirche zu bauen. Nach der Errichtung des Niederlößnitzer Rathauses 1895 schenkte der am Ort in der Winzerstraße 27 wohnende Dresdner Industrielle und Stadtrat Johannes Paul Liebe der Gemeinde ein Kirchenbaugrundstück, welches nördlich und damit am auf die Weinberge zulaufenden Ende der Dr.-Külz-Straße liegt (ehemalige Adresse Lange Straße 22). In der Folgezeit wurde der Bauplatz durch die Hinzunahme weiterer Grundstücke arrondiert, zudem wurden erste Rücklagen gebildet.
In der Zeit bis zum Ersten Weltkrieg wurde 1903 der Kirchbauverein zu Niederlößnitz gegründet, dem 1912 die Gründung einer Gemeindediakonie folgte. Da das Kötzschenbrodaer Pfarramt sich sträubte, vor Ort durch die vielen dort wohnenden emeritierten Pfarrer Gottesdienste stattfinden zu lassen, stimmte im Mai 1914 der Niederlößnitzer Gemeinderat für die Auspfarrung durch die Gründung einer eigenen Parochie. Ein Geldgeschenk für die Kirchbaukosten war zugesagt, ein Grundstück für den anzulegenden Friedhof war gefunden, und als Interimskirche sollte die Turnhalle der Niederlößnitzer Schule dienen.
Als der Erste Weltkrieg ausbrach, wurden die Kirchbauwünsche unwichtig. Nach dem Krieg verlor der immer noch bestehende Kirchbauverein in der Inflation 1923 sein angespartes Vereinsvermögen. Und mit dem Zusammenschluss der westlichen Lößnitzortschaften zur Großgemeinde und dann zur Stadt Kötzschenbroda entfiel der Grund für das Freihalten des bisherigen Kirchbaugrunds. Auch das Areal des geplanten Friedhofs wurde in der Folgezeit durch die Sackgasse Am Rosenhof erschlossen und bebaut.

### Siedlungsbau

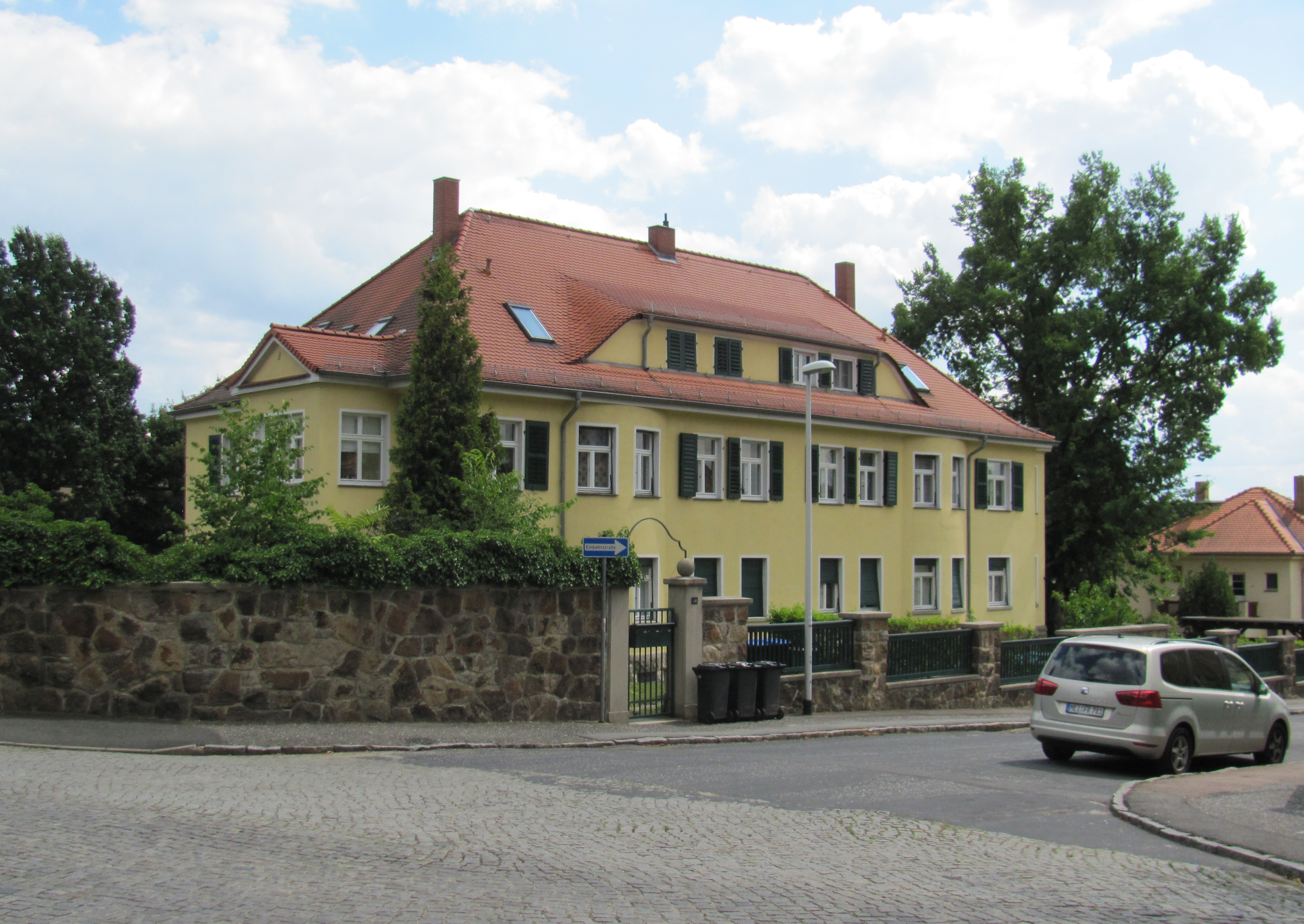
Das am oberen Ende der Gröbastraße errichtete

Der Radebeuler Architekt Alfred Tischer entwarf 1924 auf dem bis dahin landwirtschaftlich-gärtnerisch genutzten Kirchbaugrund oberhalb der Dr.-Külz-Straße die Gröba-Siedlung als sich nach Norden hin orientierendes Karree; das Gewächshaus wurde beräumt. Die Häuser an der Stosch-Sarrasani-Straße datieren vom Juni 1924, die Baugenehmigung für die Siedlung wurde im September 1924 und im Februar 1925 erteilt. Die Entwürfe der beiden Häuser Dr.-Külz-Straße 40 und Dr.-Rudolf-Friedrichs-Straße 22 stammen nicht von Tischer, sondern einem anderen, aus Dresden kommenden Architekten.
Die Gebäude stehen heute je unterschiedlicher Einzeladresse als Einzeldenkmal unter Denkmalschutz. Das Karree zusammen, einschließlich der umfassenden Einfriedung, wird darüber hinaus als denkmalpflegerische Sachgesamtheit geführt, zu der auch das nach Süden hin auf der gegenüberliegenden Straßenseite einzeln stehende Gebäude Dr.-Külz-Straße 40 gehört.
Die Bezugsgenehmigung an der Stosch-Sarrasani-Straße erfolgte im September 1925, die Baurevision der Siedlung selbst fand 1928 statt.
Ebenfalls 1924/25 ließ der Elektrizitätsverband Gröba am anderen Ende der Gröbastraße (Nrn. 14/16) ein weiteres Doppelsiedlungshaus errichten; der Entwurf stammte von den Gebrüdern Kießling, für den Bau war Alwin Höhne verantwortlich. Dies denkmalgeschützte Gebäude gehört nicht zur denkmalpflegerischen Sachgesamtheit am Beginn der Gröbastraße.
Zur gleichen Zeit entstand das neue Verwaltungsgebäude des Elektrizitätsverbands Gröba im Körnerweg 5 durch den Architekten Otto Rometsch.

## Beschreibung
Die zweigeschossigen Putzbauten haben alle hohe, meist zurückhaltend ausgebaute Walmdächer. Die Einfriedung der Siedlungsgebäude erfolgt durch Holzzäune zwischen massiven Bruchsteinpfeilern.

### Stosch-Sarrasani-Straße 37/39, Dr.-Rudolf-Friedrichs-Straße 24/26
Die beiden Doppelwohnhäuser haben in der Straßenansicht jeweils zwei stark hervortretende Seitenrisalite, zwischen den Risaliten steht mittig ein massiver Balkon auf vier Säulen, unter dem sich die Hauseingänge befinden. Ein umlaufendes Geschossgesims gliedert die Gebäude.

### Stosch-Sarrasani-Straße 41/43/45, Gröbastraße 1/3/5
Die beiden Mehrfamilienhäuser zeigen mittig eine Terrasse mit Pergola sowie drei Rundbogenöffnungen. Die Fassaden werden ebenfalls durch Geschossgesimse gegliedert.

### Dr.-Rudolf-Friedrichs-Straße 22, Dr.-Külz-Straße 40
Die beiden Sechsfamilienhäuser haben jeweils durch Hechtgauben stärker ausgebaute Dachgeschosse. Seitlich stehen jeweils flache, breite Seitenrisalite, das mittig gelegene Treppenhaus wird durch Blendbögen betont. In der Rückansicht zum Garten befinden sich an den Gebäudeecken verglaste Loggien.